# Hada montana
Hada montana är en fjärilsart som beskrevs av John Henry Leech 1900. Hada montana ingår i släktet Hada och familjen nattflyn. Inga underarter finns listade i Catalogue of Life.